# 日本のインターチェンジ一覧 ま行
| あ行 | か行 | さ行 | た行 | な行 | は行 | ま行 | や-わ行 |

日本のインターチェンジ一覧 ま行（にっぽんのインターチェンジいちらん まぎょう）は、日本の道路のインターチェンジ（IC）・ジャンクション（JCT）・都市高速道路などの出入口（ランプ）・本線料金所のうち、ま行の文字で始まるものの一覧である。
読みを付け、同名・同表記のIC・JCTには道路名も付けた。

## ま行

### ま
- 舞鶴大江インターチェンジ（まいづるおおえ）
- 舞鶴西インターチェンジ（まいづるにし）
- 舞鶴東インターチェンジ（まいづるひがし）
- 舞野インターチェンジ（まいの）
- 舞浜入口（まいはま）
- 米原インターチェンジ（まいはら）
- 米原ジャンクション（まいはら）
- 米原本線料金所（まいはら）
- 前田ランプ（まえだ）
- 前橋インターチェンジ（まえばし）
- 前橋南インターチェンジ（まえばしみなみ）
- 前原インターチェンジ（まえばる）
- 前原本線料金所（まえばる）
- 巻潟東インターチェンジ（まきかたひがし）
- 幕張インターチェンジ（まくはり）
- 益城本線料金所（ましき）
- 益城熊本空港インターチェンジ（ましきくまもとくうこう）
- 増穂インターチェンジ（ますほ）
- 松井田妙義インターチェンジ（まついだみょうぎ）
- 松浦インターチェンジ（まつうら）
- 松江ジャンクション（まつえ）
- 松江玉造インターチェンジ（まつえたまつくり）
- 松江玉造料金所（まつえたまつくり）
- 松江中央インターチェンジ（まつえちゅうおう）
- 松江西インターチェンジ（まつえにし）
- 松江東インターチェンジ（まつえひがし）
- 松岡インターチェンジ（まつおか）
- 松尾八幡平インターチェンジ（まつおはちまんたい）
- 松尾横芝インターチェンジ（まつおよこしば）
- 松ヶ丘インターチェンジ（まつがおか）
- 松ヶ崎亀田インターチェンジ（まつがさきかめだ）
- 松川インターチェンジ（まつかわ）
- 松河戸インターチェンジ（まつかわど）
- 松阪インターチェンジ（まつさか）
- 松茂スマートインターチェンジ（まつしげスマート）
- 松下ジャンクション（まつした）
- 松島出入口（まつしま）
- 松島大郷インターチェンジ（まつしまおおさと）
- 松島海岸インターチェンジ（まつしまかいがん）
- 松島北インターチェンジ（まつしまきた）
- 松代インターチェンジ（まつしろ）
- 松戸インターチェンジ（まつど）
- 松橋インターチェンジ（まつばせ）
- 松原ジャンクション（まつばら）
- 松原本線料金所（まつばら）
- 松伏インターチェンジ（まつぶし）
- 松本インターチェンジ（まつもと：長野自動車道）
- 松本ジャンクション（まつもと）
- 松元インターチェンジ（まつもと：南九州西回り自動車道（鹿児島道路））
- 松山インターチェンジ (愛媛県)（まつやま：松山自動車道）
- 松山インターチェンジ (鹿児島県)（まつやま：都城志布志道路（末吉松山有明道路））
- 間所出入口（まどころ）
- 真野インターチェンジ（まの）
- 間ノ瀬インターチェンジ（まのせ）
- 馬堀海岸インターチェンジ（まぼりかいがん）
- 真室川インターチェンジ（まむろがわ）
- 摩耶出入口（まや）
- 丸岡インターチェンジ（まるおか）
- 丸瀬布インターチェンジ（まるせっぷ）
- 丸田町ジャンクション（まるたちょう）
- 丸の内入口（まるのうち：名古屋高速道路）
- 丸の内出口 (東京都)（まるのうち：首都高速道路）
- 丸の内出口 (愛知県)（まるのうち：名古屋高速道路）

### み
- 三池港インターチェンジ（みいけこう）
- 三会インターチェンジ（みえ）
- みえ朝日インターチェンジ（みえあさひ）
- みえ川越インターチェンジ（みえかわごえ）
- 三笠インターチェンジ（みかさ）
- 三方五湖スマートインターチェンジ（みかたごこスマート）
- 三方原スマートインターチェンジ（みかたはらスマート）
- 三川インターチェンジ（みかわ：磐越自動車道）
- 美川インターチェンジ（みかわ：北陸自動車道）
- 三木ジャンクション（みき）
- 三木小野インターチェンジ（みきおの）
- 三木里インターチェンジ（みきさと）
- 三木東インターチェンジ（みきひがし）
- 御崎出入口（みさき）
- 水窪北インターチェンジ（みさくぼきた）仮称
- 三郷インターチェンジ（みさと）
- 三郷出入口（みさと）
- 三郷ジャンクション（みさと）
- 三郷料金所（みさと）
- 三郷中央インターチェンジ（みさとちゅうおう）
- 三郷南インターチェンジ（みさとみなみ）
- 三郷料金所スマートインターチェンジ（みさとりょうきんじょスマート）
- 三沢十和田下田インターチェンジ（みさわとわだしもだ）
- 三島加茂インターチェンジ（みしまかも）
- 三島川之江インターチェンジ（みしまかわのえ）
- 三島玉沢インターチェンジ（みしまたまざわ）
- 三島塚原インターチェンジ（みしまつかはら）
- 三島萩インターチェンジ（みしまはぎ）
- 水城出入口（みずき）
- 水沢インターチェンジ（みずさわ）
- 水島インターチェンジ（みずしま）
- 瑞浪インターチェンジ（みずなみ）
- 水走出入口（みずはい）
- 瑞穂インターチェンジ（みずほ）
- 瑞穂宝木インターチェンジ（みずほほうぎ）
- 三隅インターチェンジ（みすみ）
- 溝口インターチェンジ（みぞくち）
- 溝辺鹿児島空港インターチェンジ（みぞべかごしまくうこう）
- 御代インターチェンジ（みだい）
- 三鷹料金所（みたか）
- 三滝堂インターチェンジ（みたきどう）
- 御手洗川仮出入口（みたらいがわ）
- 三ヶ日インターチェンジ（みっかび）
- 三ヶ日ジャンクション（みっかび）
- 見付インターチェンジ（みつけ）
- 三ツ沢ジャンクション（みつざわ）
- 三ツ沢出入口（みつざわ）
- 三ツ沢本線料金所（みつざわ）
- 三関インターチェンジ（みつせき）
- 三橋インターチェンジ（みつはし）
- 水戸インターチェンジ（みと）
- 水戸大洗インターチェンジ（みとおおあらい）
- 水戸北スマートインターチェンジ（みときたスマート）
- 水戸南インターチェンジ（みとみなみ）
- 三刀屋木次インターチェンジ（みとやきすき）
- 三刀屋木次本線料金所（みとやきすき）
- 三豊鳥坂インターチェンジ（みとよとっさか）
- 水上インターチェンジ（みなかみ）
- 湊川出入口（みなとがわ）
- 湊川ジャンクション（みなとがわ）
- 湊町出入口（みなとまち）
- 湊町分岐（みなとまち）
- みなとみらい出入口（みなとみらい）
- 皆野大塚インターチェンジ（みなのおおつか）
- 皆野長瀞インターチェンジ（みなのながとろ）
- みなべインターチェンジ（みなべ）
- 水俣インターチェンジ（みなまた）
- 美並インターチェンジ（みなみ）
- 南芦屋浜出入口（みなみあしやはま）
- 南芦屋浜本線料金所（みなみあしやはま）
- 南アルプスインターチェンジ（みなみあるぷす）
- 南アルプス本線料金所（みなみあるぷす）
- 南浮田インターチェンジ（みなみうきた）
- 南九州川辺インターチェンジ（みなみきゅうしゅうかわなべ）
- 南九州川辺ダムインターチェンジ（みなみきゅうしゅうかわなべだむ）
- 南九州神殿インターチェンジ（みなみきゅうしゅうこうどん）
- 南九州知覧インターチェンジ（みなみきゅうしゅうちらん）
- 南在家インターチェンジ（みなみざいけ）
- 南相馬インターチェンジ（みなみそうま）
- 南相馬鹿島スマートインターチェンジ（みなみそうまかしま）
- 南知多インターチェンジ（みなみちた）
- 南中条インターチェンジ（みなみちゅうじょう）
- 南開本線料金所（みなみひらき）
- 南波多谷口インターチェンジ（みなみはたたにぐち）
- 南本宿インターチェンジ（みなみほんじゅく）
- 南森町出入口（みなみもりまち）
- 美祢インターチェンジ（みね）
- 峰岡インターチェンジ（みねおか）
- 美祢西インターチェンジ（みねにし）
- 美祢東ジャンクション（みねひがし）
- 美濃インターチェンジ（みの）
- 箕面とどろみインターチェンジ（みのおとどろみ）
- 美濃加茂インターチェンジ（みのかも）
- 美濃関ジャンクション（みのせき）
- 箕谷出入口（みのたに）
- 箕谷ジャンクション（みのたに）
- 身延山インターチェンジ（みのぶさん）
- 美浜インターチェンジ（みはま）
- 美原インターチェンジ（みはら）
- 美原ジャンクション（みはら）
- 美原北インターチェンジ（みはらきた）
- 三原久井インターチェンジ（みはらくい）
- 美原東インターチェンジ（みはらひがし）
- 美原南インターチェンジ（みはらみなみ）
- 壬生インターチェンジ（みぶ）
- 御船インターチェンジ（みふね）
- 壬生野インターチェンジ（みぶの）
- 三間インターチェンジ（みま：松山自動車道）
- 美馬インターチェンジ（みま：徳島自動車道）
- 美作インターチェンジ（みまさか）
- 宮浦インターチェンジ（みやうら）
- 宮城川崎インターチェンジ（みやぎかわさき）
- 三宅インターチェンジ (奈良県)（みやけ：京奈和自動車道（大和御所道路）
- 三宅インターチェンジ (岐阜県)（みやけ：岐大バイパス）
- 三宅ジャンクション（みやけ）
- 三宅出入口（みやけ：阪神高速道路）
- 三宅坂ジャンクション（みやけざか）
- 三宅西出入口（みやけにし）
- 宮古北インターチェンジ（みやこきた）
- 宮古港インターチェンジ（みやここう）
- 都島入口（みやこじま）
- 宮古中央インターチェンジ（みやこちゅうおう）
- みやこ豊津インターチェンジ（みやことよつ）
- 都城インターチェンジ（みやこのじょう）
- 宮古南インターチェンジ（みやこみなみ）
- 宮崎インターチェンジ（みやざき）
- 宮崎本線料金所（みやざき）
- 宮崎西インターチェンジ（みやざきにし）
- 宮島スマートインターチェンジ（みやじまスマート）
- 宮田スマートインターチェンジ（みやたスマート）
- 宮津天橋立インターチェンジ（みやづあまのはしだて）
- 宮野木ジャンクション（みやのぎ）
- 海山インターチェンジ（みやま：紀勢自動車道）
- 美山インターチェンジ（みやま：南九州西回り自動車道）
- 美山本線料金所（みやま：南九州西回り自動車道）
- 宮前インターチェンジ（みやまえ）
- みやま柳川インターチェンジ（みやまやながわ）
- 宮守インターチェンジ（みやもり）
- 妙高高原インターチェンジ（みょうこうこうげん）
- 名谷インターチェンジ（みょうだに）
- 名谷ジャンクション（みょうだに）
- 妙法寺出入口（みょうほうじ）
- 三次インターチェンジ（みよし）
- 三芳スマートインターチェンジ（みよしスマート）
- 三次東インターチェンジ（みよしひがし）
- 三次東料金所（みよしひがし）
- 三次東ジャンクション（みよしひがし）
- 三良坂インターチェンジ（みらさか）

### む
- 六日市インターチェンジ（むいかいち）
- 六日町インターチェンジ（むいかまち）
- 向井インターチェンジ（むかい）
- 向島インターチェンジ（むかいしま）
- 向原インターチェンジ（むかいはら）
- 鵡川インターチェンジ（むかわ）
- むかわ穂別インターチェンジ（むかわほべつ）
- 向島出入口（むこうじま）
- 武庫川出入口（むこがわ）
- 虫明インターチェンジ（むしあけ）
- むつインターチェンジ（むつ）
- 六ッ川料金所（むつかわ）
- むつ尻屋崎インターチェンジ（むつしりやざき）
- むつ東通インターチェンジ（むつひがしどおり）
- 村上山辺里インターチェンジ（むらかみさべり）
- 村上瀬波温泉インターチェンジ（むらかみせなみおんせん）
- 紫川ジャンクション（むらさきがわ）
- 紫川出入口（むらさきがわ）
- 村田インターチェンジ（むらた）
- 村田ジャンクション（むらた）
- 村山インターチェンジ（むらやま）
- 室蘭インターチェンジ（むろらん）

### め
- 名駅入口（めいえき）
- 女池インターチェンジ（めいけ）
- 名港潮見インターチェンジ（めいこうしおみ）
- 名港中央インターチェンジ（めいこうちゅうおう）
- 明道町ジャンクション（めいどうちょう）
- 明道町出入口（めいどうちょう）
- 姪浜出入口（めいのはま）
- 目黒出入口（めぐろ）
- 女の都ランプ（めのと）
- 女満別空港インターチェンジ（めまんべつくうこう）
- 芽室インターチェンジ（めむろ）
- 芽室帯広インターチェンジ（めむろおびひろ）

### も
- 真岡インターチェンジ（もおか）
- 門司インターチェンジ（もじ）
- 門司港インターチェンジ（もじこう）
- 用瀬インターチェンジ（もちがせ）
- 持田インターチェンジ（もちだ）
- 本巣インターチェンジ（もとす）
- 元八王子インターチェンジ（もとはちおうじ）
- 本宮インターチェンジ（もとみや）
- 本吉津谷インターチェンジ（もとよしつや）
- 桃生津山インターチェンジ（ものうつやま）
- 桃生豊里インターチェンジ（ものうとよさと）
- 茂原北インターチェンジ（もばらきた）
- 茂原長南インターチェンジ（もばらちょうなん）
- 茂原長柄スマートインターチェンジ（もばらながらスマート）
- 百道出入口（ももち）
- 森インターチェンジ（もり）
- 盛岡インターチェンジ（もりおか：東北自動車道）
- 盛岡南インターチェンジ（もりおかみなみ）
- 森掛川インターチェンジ（もりかけがわ）
- 守口ジャンクション（もりぐち）
- 守口出入口（もりぐち）
- 森小路出入口（もりしょうじ）
- 森之宮出入口（もりのみや）
- 守屋町出口（もりやちょう）
- 守山スマートインターチェンジ（もりやまスマート）
- 諸富インターチェンジ（もろどみ）
- 門田新田インターチェンジ（もんでんしんでん）